# Terry Moore
Terence Moore (Moncton, Új-Brunswick, 1958. június 2. – ) kanadai válogatott labdarúgó. 

## Pályafutása

### Klubcsapatban
Monctonban, Új-Brunswickban született. 1980-tól 1984-ig az Egyesült Államokban játszott. 1980–81 között a San Diego Sockers, 1981–82 között a Tampa Bay Rowdies, 1982 és 1984 között a Tulsa Roughnecks játékosa volt. 1984 és 1992 között az északír Glentoran FC csapatában szerepelt. Játszott még a Vancouver Spartans, az amerikai Tacoma Stars és a Vancouver 86ers együttesében.

### A válogatottban
1983 és 1986 között 11 alkalommal szerepelt a kanadai válogatottban. Részt vett az 1984. évi nyári olimpiai játékokon és tagja volt az 1985-ös CONCACAF-bajnokságon aranyérmet szerző csapatnak. Részt vett az 1986-as világbajnokságon, de nem lépett pályára egyetlen mérkőzésen sem.

## Sikerei, díjai
Glentoran
- Északír bajnok (2): 1987–88, 1991–92
- Északír kupagyőztes (5): 1984–85, 1985–86, 1986–87, 1987–88, 1989–90

Kanada
- CONCACAF-bajnokság győztes (1): 1985